# New Democrats
I New Democrats (Nuovi Democratici, noti anche come centrist Democrats o Clinton Democrats) sono una delle correnti del Partito Democratico degli Stati Uniti, la seconda per numero di rappresentanti al Congresso del partito stesso (dopo il Congressional Progressive Caucus), raggruppati nella New Democrat Coalition.
Sono la fazione centrista che propone una terza via all'interno del partito, percepiti come culturalmente progressisti nei diritti civili e moderati o addirittura conservatori a livello fiscale.
I nuovi democratici hanno dominato il Partito Democratico statunitense dalla fine degli anni ottanta fino agli anni 2010 e ne fanno parte tutti i membri più importanti del partito stesso: Bill Clinton (ritenuto il principale ideologo della fazione), Al Gore, Hillary Clinton, Barack Obama, Joe Biden.

## Storia
Dopo le schiaccianti vittorie di Ronald Reagan nelle elezioni presidenziali degli anni ottanta (in particolare quella del 1984), si iniziò a diffondere nel partito l'idea che esso fosse lontano dalla realtà del paese e bisognoso di un cambiamento ideologico. Venne perciò fondato il Democratic Leadership Council (DLC) nel 1985 da Al From e da altri politici e politologi per apportare questi cambiamenti. Il termine nuovo democratico divenne popolare nel 1990 quando la rivista bimestrale del DLC cambiò nome da The Mainstream Democrat a The New Democrat. Bill Clinton nel 1992 lasciò il posto di presidente del DLC e si candidò alle elezioni presidenziali di quell'anno, presentandosi proprio come un New Democrat.

### Prima generazione
A partire dal 1974 vennero eletti al Congresso una nuova generazione di democratici, detti i Watergate babies, i quali erano abbastanza simili ai "democratici del sud" e a quelli che si sarebbero fatti chiamare poi i Blue Dog Democrats, dando vita a "rivolte fiscali" volte soprattutto a intercettare il consenso dei Reagan Democrats con l'istituzione di tasse patrimoniali che avrebbero dovuto finanziare start-up e nuove modalità d'impresa in una società post-industriale.
Dal 1985, con il nuovo DLC guidato da Bill Clinton, si andò formando via via una coalizione di categorie sociali che andavano dai democratici del sud ai democratici dell'ovest e del nord-est. Nel 1992 Bill Clinton stesso si candida come presidente degli Stati Uniti e viene eletto.

### Seconda generazione

Un esempio del conservatorismo fiscale dominante nel Partito Democratico dagli anni ottanta

#### Presidenza di Bill Clinton
Clinton vinse le elezioni presidenziali del 1992 con la promessa di una corposa riforma del welfare, realizzata attraverso un taglio delle tasse al ceto medio e di un aumento dell'EITC, ovvero le detrazioni fiscali per le classi medio-basse.
Alcune delle leggi promulgate durante la sua presidenza sono:
- Accordo nordamericano per il libero scambio (NAFTA), tra Stati Uniti, Canada e Messico;
- Don't ask, don't tell (DADT), per bandire dall'esercito chiunque si dichiarasse ufficialmente gay, ma allo stesso tempo per proteggere e mantenere chi non lo volesse far sapere pubblicamente (abrogata nel 2010);
- Defense of Marriage Act (DOMA) per proibire al governo federale di riconoscere i matrimoni omosessuali (legge dichiarata incostituzionale nel 2013);
- Religious Freedom Restoration Act (RFRA), per tutelare gli interessi privati nella libertà di culto;
- Violent Crime Control and Law Enforcement Act (anche detto Clinton Crime Bill oppure 1994 Crime Bill), la più corposa legge sulla pubblica sicurezza nella storia degli Stati Uniti, con l'arruolamento di oltre 100.000 nuovi poliziotti, quasi 10 miliardi di $ in più per il finanziamento delle carceri, l'espansione della Legge federale in vari ambiti, la sottosezione contenente il Federal Assault Weapons Ban (durato dal 1994 al 2004) per bandire le armi automatiche per i cittadini privati, l'espansione della pena di morte e tutta una nuova serie di reati codificati;

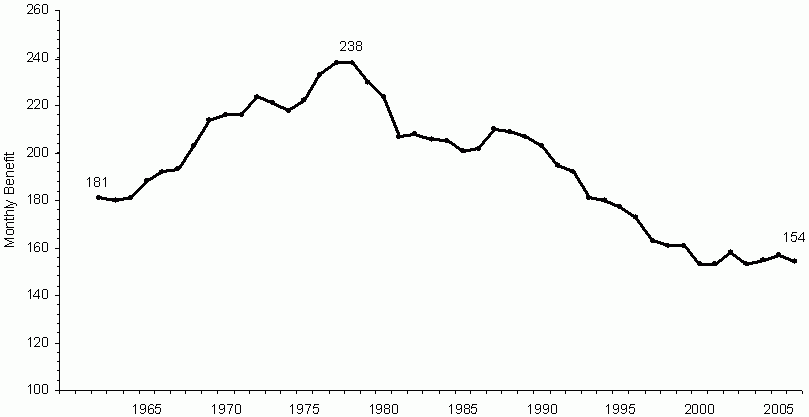
Benefit mensile alle famiglie bisognose o con figli a carico, dal 1962 al 2006, in dollari statunitensi

- Personal Responsibility and Work Opportunity Reconciliation Act (PRWORA), in risposta al Contratto con l'America dei Repubblicani del 1994 e per mantenere la promessa elettorale di Clinton di "far finire il welfare per come lo conosciamo oggi";
- Taxpayer Relief Act (1997);
- Gramm-Leach-Bliley Act del 1999, che abrogò il Glass-Steagall Act del 1933, che prevedevano la separazione tra attività bancaria tradizionale e investment banking, reintroducendo quindi le Banca mista.
- Omnibus Budget Reconciliation Act, o anche OBRA-93, che prevedeva un insieme di riduzioni di spesa e di aumenti di tasse (in particolare per il Medicare) al fine di dimezzare il deficit entro il 1997[3][4];

#### Presidenza di Barack Obama
Nel marzo 2009, il neo-eletto presidente Obama affermò di essere anche lui un New Democrat, di essere a favore del libero ed equo commercio e di essere impensierito da un ritorno al sentimento protezionista.
Nonostante varie leggi promulgate e alcuni punti di svolta, durante la presidenza Obama, i democratici hanno complessivamente perso all'incirca un migliaio di cariche a tutti i livelli dello Stato (la maggior parte degli stessi si definiva New Democrat), sebbene ciò sarebbe dovuto secondo alcune analisi al cambio di opinioni dell'elettorato democratico, diventato più liberal.
Svariati opinionisti e politologi statunitensi ritengono, pertanto, che l'era Obama abbia segnato la fine del dominio dei New Democrats sul Partito Democratico.

#### Anni recenti: Hillary Clinton, Joe Biden e il declino della fazione
Alle elezioni presidenziali del 2016, molti New Democrat hanno sostenuto Hillary Clinton, la moglie di Bill Clinton. Dovendo fronteggiare un inaspettato outsider come Bernie Sanders, ella infine prevalse ma con uno scarto ben inferiore rispetto alle primarie dei quadrienni precedenti: ciò fu percepito da svariati commentatori politici come l'inizio di un'influenza maggiore dei democratici più progressisti nel partito. Vi fu anche uno scandalo causato da una fuga di dati da parte di WikiLeaks di alcune mail del DNC in cui si faceva riferimento a come sabotare la campagna di Sanders. Tali leak sarebbero stati, secondo molti opinionisti, parte di un'operazione di sabotaggio fatta dalla Russia. La controversia sulle primarie del 2016 portò il DNC a stabilire una commissione speciale per riformare il sistema delle primarie del partito stesso.
Joe Biden, vicepresidente durante la presidenza Obama, vinse le elezioni presidenziali del 2020 diventando il 46º presidente, ma alle elezioni per la Camera dei Rappresentanti di quell'anno 13 democratici, di cui 10 New Democrat, perdettero il loro seggio. Per la prima volta, così, nel 117º Congresso la New Democrat Coalition ha perso il suo status di maggiore coalizione ideologica, in favore della più progressista Congressional Progressive Caucus.

## Ideologia
A livello generale, i Nuovi Democratici tendono a identificarsi come conservatori a livello fiscale e progressisti a livello sociale.
I politologi statunitensi concordano nell'individuare un generale spostamento su posizioni conservatrici a livello fiscale durante gli anni settanta e al contemporaneo abbraccio delle idee del libero mercato capitalistico. I Nuovi Democratici, inoltre, hanno avuto un ruolo cruciale nella deregolamentazione e liberalizzazione finanziaria negli anni '90. Affermano infine che le politiche neoliberali reaganiane (le cosiddette Reaganomics) sarebbero state portate avanti dai democratici negli anni novanta, formando un consenso bipartisan su una linea neoliberale comune.
Alcuni commentatori sostengono che i democratici in generale avrebbero abbandonato le classe lavoratrici medie, per dedicarsi soprattutto alle classi lavoratrici professionali dal reddito benestante.